# Dzień Świadomości Alienacji Rodzicielskiej
Dzień Świadomości Alienacji Rodzicielskiej (ang. Parental Alienation Awareness Day) – nieformalne międzynarodowe święto, obchodzone od 2006 corocznie 25 kwietnia, zapoczątkowane przez kanadyjską organizację Parental Alienation Awareness Organization (PAAO) z inicjatywy ówczesnej przewodniczącej PAAO Sarvy Emo, rozwódki sprawującej naprzemienną opiekę nad dziećmi ze swoim byłym mężem.
Pierwsze obchody odbyły się 28 marca 2005 roku, w dzień urodzin Rogera, byłego męża Sarvy Emo. Organizacja PAAO, kierowana przez radę dyrektorów, wśród której znaleźli się prawnicy oraz wyalienowane matki i ojcowie, wybrała dzień 25 kwietnia nieprzypadkowo: 25 kwietnia 1945 roku rozpoczęła się pierwsza sesja Organizacji Narodów Zjednoczonych, a 25 kwietnia 1792 roku po raz pierwszy zaśpiewano Marsyliankę.
Dzień ten ma charakter akcji społecznej ukierunkowanej na uświadamianie społeczeństwa o istnieniu tego zjawiska i negatywnych skutków dla dzieci. Tego dnia odbywają się warsztaty, sympozja, demonstracje i zbierane są podpisy pod petycjami kierowanymi do władz krajowych oraz instytucji międzynarodowych, mające na celu zapobieganie wyalienowania jednego z rodziców z życia dzieci. Akcja ma również na celu wspieranie dziecka, głównie w sytuacji indukowania u niego negatywnych emocji, postaw i przekonań wobec drugiego rodzica.
W akcji biorą udział m.in.: Argentyna, Austria, Australia, Belgia, Bermudy, Brazylia, Cypr, Czechy, Dania, Francja, Gwatemala, Holandia, Hiszpania, Irlandia, Kanada, Kostaryka, Meksyk, Niemcy, Nowa Zelandia, Polska, Portugalia, Singapur, Południowa Afryka, Rumunia, Szwecja, Stany Zjednoczone, Włochy i Wielka Brytania.
Obchody w Polsce odbywają się od 2008 roku, a w pierwszych latach zostały zorganizowane z udziałem Komitetu Przestrogi przed Oddzieleniem Rodzica. Zostały one zainicjowane przez Macieja Wojewódkę.  